# MIÉP - Jobbik a Harmadik Út
MIÉP – Jobbik a Harmadik Út byla volební aliance dvou krajně pravicových stran pro parlamentní volby 2006 v Maďarsku.

## Členské strany
- Magyar Igazság és Élet Pártja (MIÉP)
- Jobbik Magyarországért Mozgalom (Jobbik)
- několik členů Független Kisgazda-, Földmunkás- és Polgári Párt (FKgP)

## Historie
Název aliance byl vytvořen pomocí zkratek obou stran MIÉP – Jobbik a přidáním slov Harmadik Út, což v překladu znamená Třetí cesta.
Hlavním cílem koalice bylo například dvounásobné zvýšení minimální mzdy. Zpřísnění imigračních zákonů, zavedení spravedlivějšího daňového systému, přijetí zákonů o ochraně maďarské orné půdy, revize Trianonu, snaha o lepší postavení maďarských menšin v sousedních státech, řešení romské problematiky, snížení počtu poslanců a spravedlivější systém hlasování.
V prvním kole voleb aliance získala 119 007 hlasů, což je jen 2,20%. A ani v jednomandátových obvodech žádné mandáty nezískala. Krátce po volbách však uvnitř aliance vypukly spory a následně se rozpadla. Obě strany již spolu nadále v budoucnu nespolupracovaly. A zatímco strana Jobbik zažila velký vzestup (ve volbách 2010 získala dokonce 47 křesel v parlamentu), tak strana MIÉP zcela propadla.

## Volební výsledky

### Volby do Národního shromáždění
| Volby | Počet hlasů v číslech (I. kolo) | Počet hlasů v procentech (I. kolo) | Počet hlasů v číslech (II. kolo) | Počet hlasů v procentech (II. kolo) | Počet mandátů v číslech | Počet mandátů v procentech | Úloha v parlamentu |
| ----- | ------------------------------- | ---------------------------------- | -------------------------------- | ----------------------------------- | ----------------------- | -------------------------- | ------------------ |
| 2006  | 119 007                         | 2,20%                              | 231                              | 0,01%                               | —                       | —                          | Mimo parlament     |